# Zona arqueológica de Palenque
Palenque (en maya: Bàak' y también conocida como Lakam Há) es una zona arqueológica enclavada en el centro de la selva tropical del municipio de Palenque, ubicada al noreste del estado mexicano de Chiapas, a 282 km de Tuxtla Gutiérrez (la capital) y a 220 km de San Cristóbal de las Casas, cerca del río Usumacinta. Es uno de los sitios más importante de la cultura maya junto a Chichén Itzá, Calakmul y Tikal. Destaca por su acervo arquitectónico y escultórico.
El área descubierta hasta 2005 abarcaba 2,5 km², pero se estima que no se ha explorado ni un 2 % de la superficie que alcanzó la ciudad, permaneciendo aún más de mil estructuras cubiertas por selva. En 1981, Palenque fue designado parque nacional. La Unesco la declaró Patrimonio de la Humanidad en 1987.

## Origen del nombre
La ciudad ya había sido abandonada cuando tuvo lugar la Conquista de México en el siglo XVI. La primera visita de un europeo a Palenque fue la de fray Pedro Lorenzo de la Nada en 1567. En aquel entonces la región era conocida por el pueblo chol como Otolum o ‘Tierra de Casas Fuertes’, por lo cual lo tradujo como "Palenque" (proviene del occitano palenc (que significa "liza"), y esta a su vez de pal, "palo", del latín palus y de pangere, "fijar"). 

## Palenque en la historia moderna

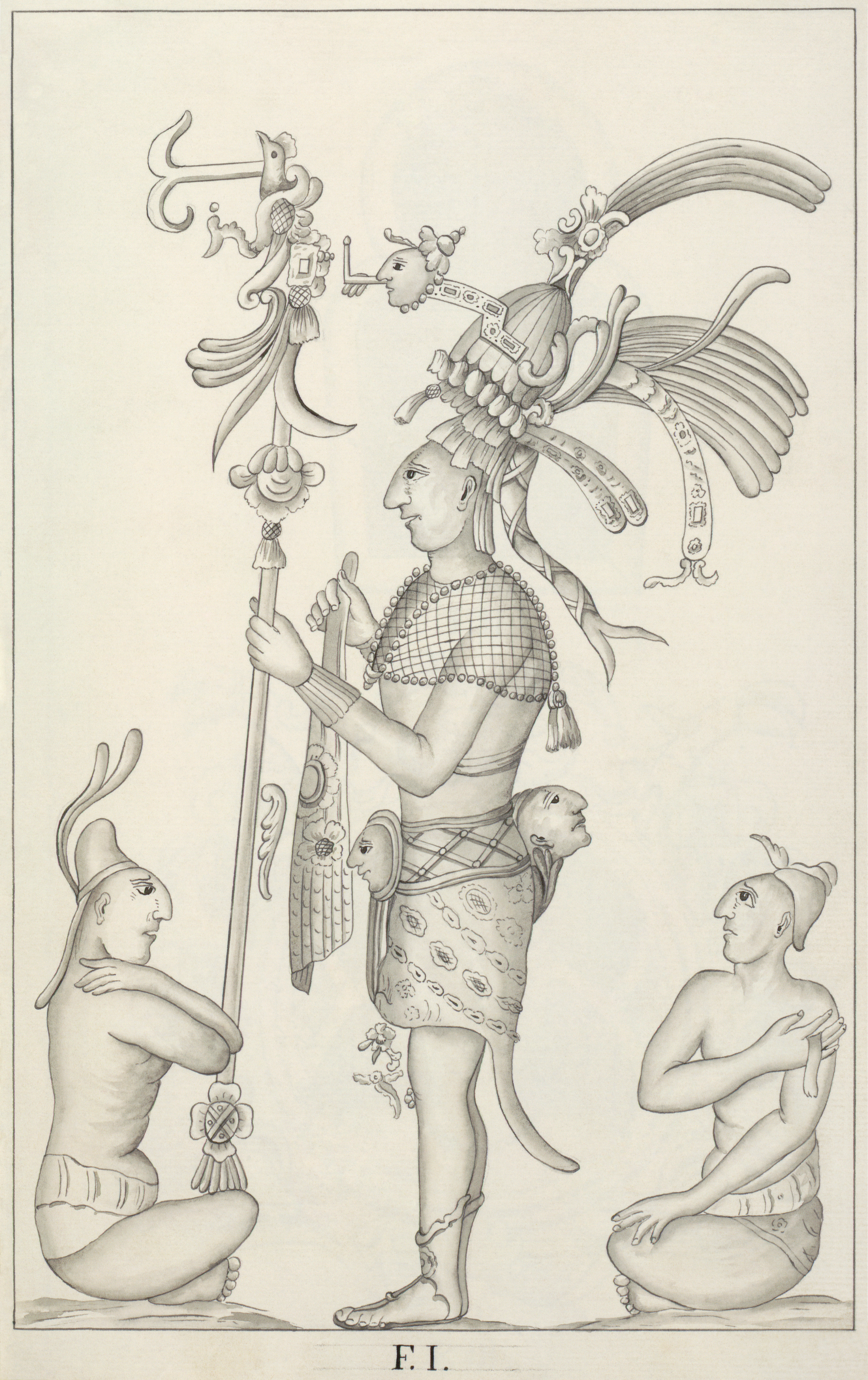
Un dibujo de un bajorrelieve en El Palacio hecho por Ricardo Almendáriz en el año 1787 durante la expedición Del Río.

### Redescubrimiento en elsigloXVIII
La comunidad de Santo Domingo de Palenque fue fundada en las cercanías de la zona arqueológica hacia el siglo XVII. Sin embargo, no hay registros de que se hubiera prestado alguna atención a la ciudad abandonada, hasta 1773, cuando Ramón de Ordóñez y Aguilar la visitó, y reportó su visita al capitán general de Guatemala. En consecuencia fue hecha una segunda visita al año siguiente, la cual determinó que las ruinas eran de alto interés, por lo que dos años después, el explorador y arquitecto Antonio Bernasconi fue enviado para detallar el lugar, acompañado por un contingente militar. Cuando exploraban la ciudad abandonada, las tropas derrumbaron varios muros para poder acceder al interior de las construcciones, produciendo un daño considerable a las mismas. Bernasconi dibujó el primer mapa moderno de la ciudad, e hizo copias de algunos bajorrelieves.
La primera exploración de carácter arqueológico documentada en Palenque, tuvo lugar en 1787, liderada por el capitán novohispano Antonio del Río.
Acompañaba al capitán, entre otros, el artista y dibujante Ricardo Almendáriz, quien se encargó de realizar varios dibujos de los edificios y esculturas encontradas en el lugar.

### Exploraciones durante elsigloXIX

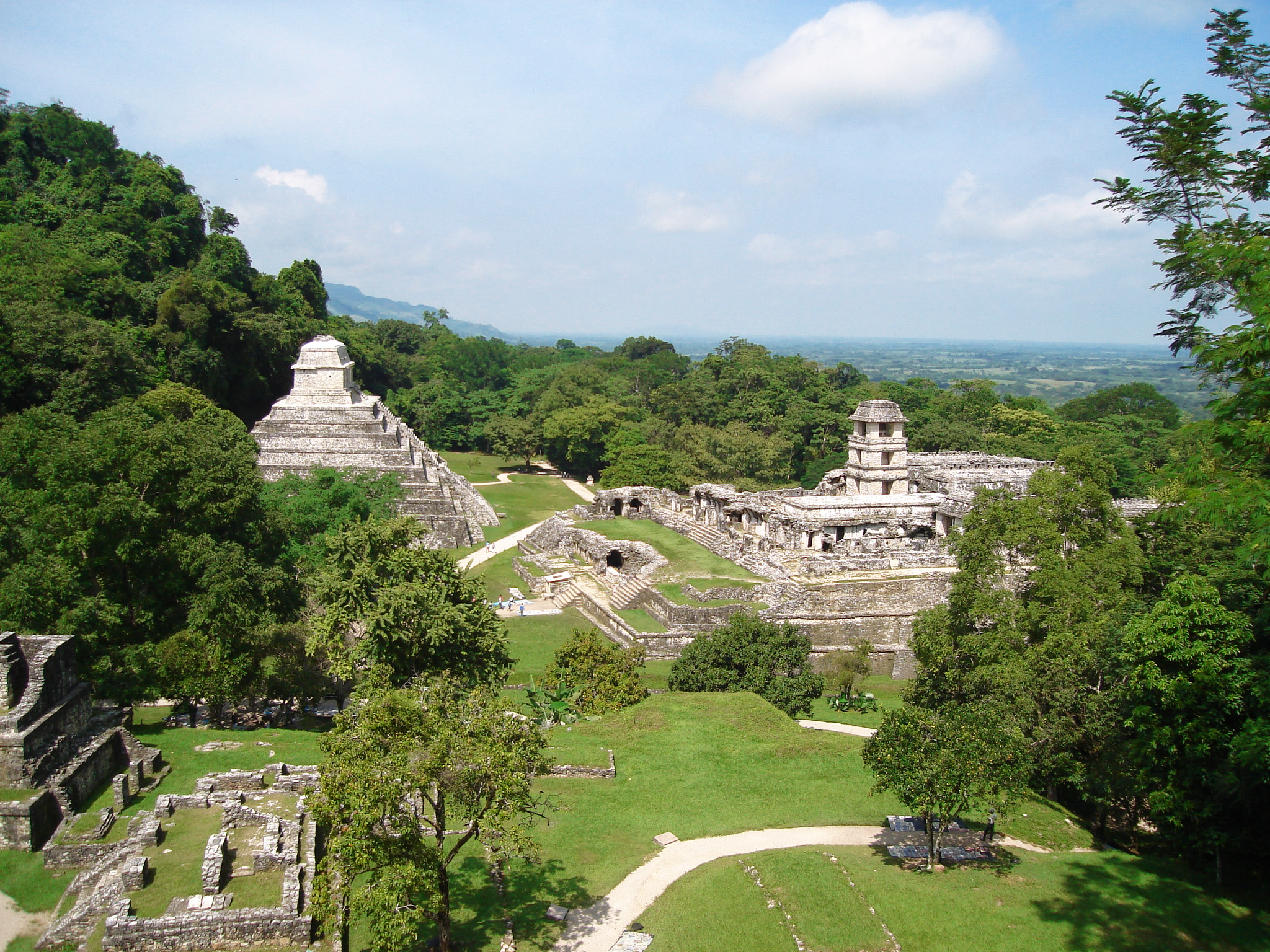
Zona arqueológica de Palenque.

En 1807, el dibujante Luciano Castañeda hizo más planos de la ciudad. Con la información de los reportes de las últimas expediciones, y conteniendo grabados basados en los documentos de Bernasconi y Castañeda, el primer libro sobre Palenque fue publicado en Londres en 1822, con el título Descriptions of the Ruins of an Ancient City, discovered near Palenque (Descripción de las ruinas antiguas descubiertas cerca de Palenque). En 1834, aparecieron dos publicaciones más basadas en las mismas fuentes.
Hasta principios del siglo XIX, se creía que las figuras plasmadas en la escultura y los bajorrelieves de Palenque, representaban egipcios, polinesios o a las diez tribus perdidas de Israel.[cita requerida] En 1831, en el reporte de su visita a Palenque, el explorador militar Juan Galindo fue el primero en hacer notar que las figuras representadas en Palenque eran más parecidas a la población local.

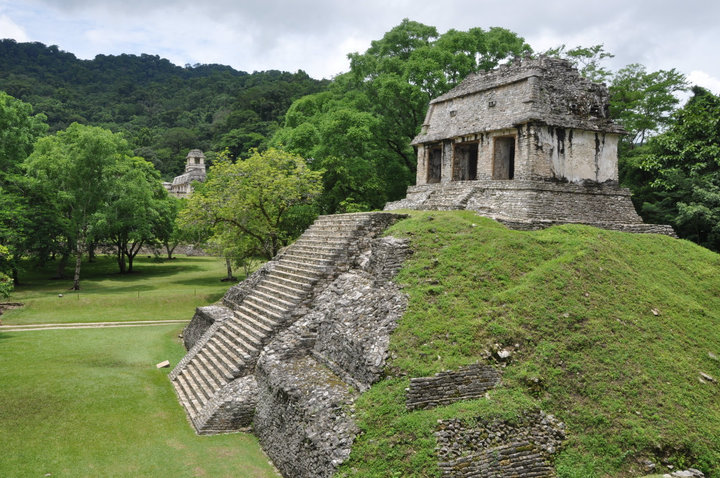
El Templo del Conde es donde supuestamente dormía Jean Frédéric Waldeck.

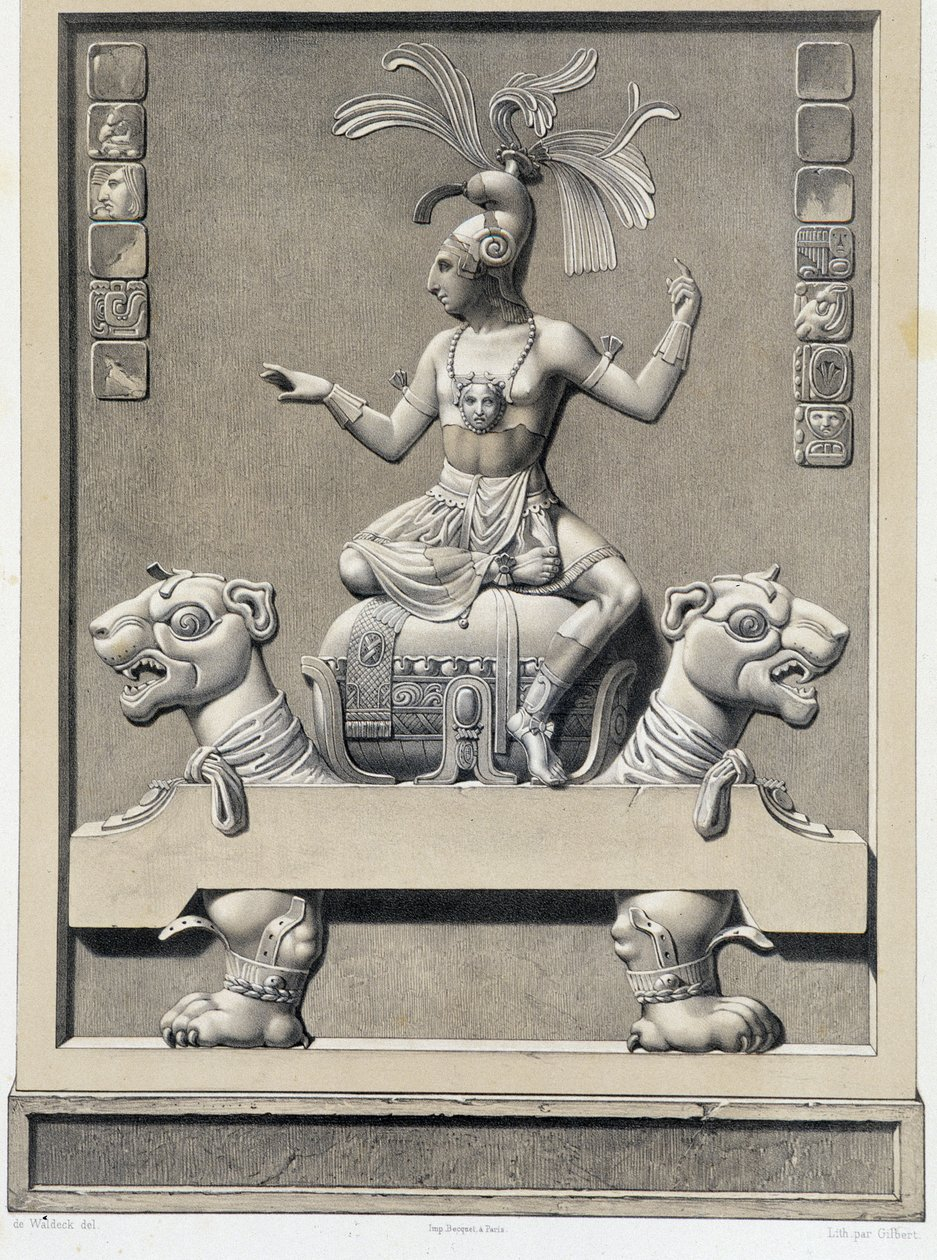
Dibujo de Waldeck del bajorrelieve en el Templo del León.

En 1832, el anticuario, cartógrafo y explorador francés Jean Frédéric Waldeck pasó dos años en Palenque haciendo bosquejos que serían publicados en 1866. Mientras tanto, en 1840, el gobernador de las Honduras Británicas envió a Patrick Walker y Herbert Caddy; y luego a John Lloyd Stephens y Frederick Catherwood a explorar la ciudad.
El fotógrafo francés Désiré Charnay tomó las primeras fotografías de Palenque en 1858, y regresó en 1881-1882. El explorador británico Alfred Maudslay fijó su campamento en Palenque en 1890, y tomó numerosas fotografías de las obras de arte e inscripciones, haciendo después moldes de papel y plástico de las inscripciones del pasado.

### Exploraciones en elsigloXX
Hubo después varias expediciones, siendo quizás la más relevante la de Frans Blom en 1923, quien trazó mapas de la parte reconocida de la ciudad, además de otras áreas mucho menos exploradas, y a la postre envió su reporte al gobierno mexicano, con recomendaciones del trabajo que debía hacerse para la conservación de las ruinas.

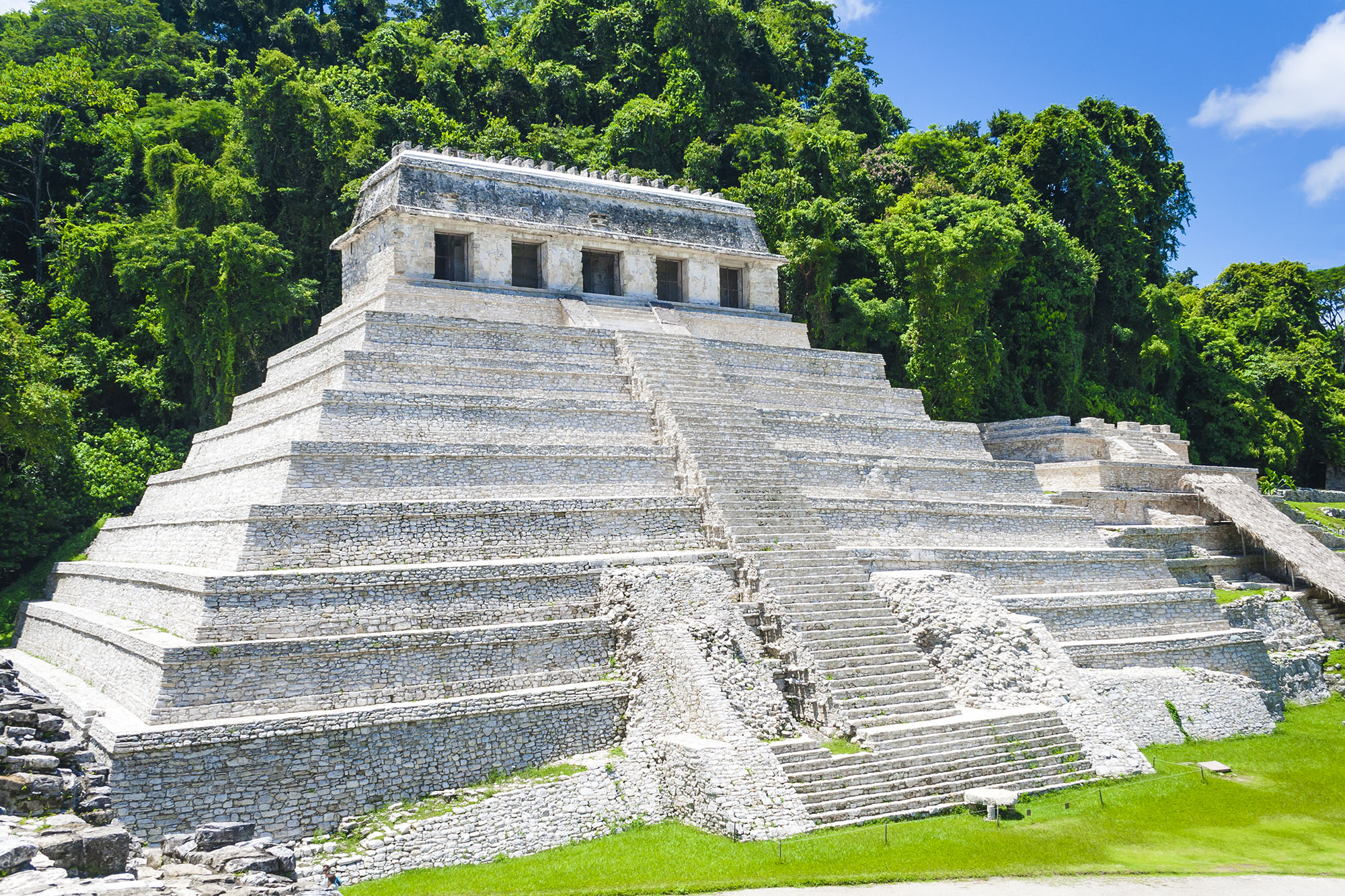
El Templo de las Inscripciones.

Entre 1949 y 1952, el gobierno mexicano, mediante el Instituto Nacional de Antropología e Historia (INAH), envió a un equipo de excavación e investigación, encabezado por el arqueólogo mexicano Alberto Ruz Lhuillier. Entre las contribuciones de este equipo, destaca el descubrimiento, bajo el Templo de las Inscripciones, de la tumba de Pakal el Grande (K'inich Janaab Pakal), considerada por muchos la tumba más importante hallada hasta la fecha en toda el área mesoamericana.
La trascendencia de este descubrimiento se basa en dos aspectos. Uno de estos es el propósito que implica, el cual es constituir un elemento arquitectónico cuando menos tan importante como el mismo templo. El segundo es la reconsideración del concepto de la pirámide americana, ya que esta no es forzosamente un simple basamento macizo o el sitio en donde reposa un templo.
El propio Ruz fue el primer ser humano en observar la tumba en más de mil años. Posteriormente, Jorge Ruffier Acosta encabezó otra expedición del INAH en la década de 1970. En esa misma década, el INAH construyó un museo arqueológico en la zona, llamado Museo de Sitio Dr. Alberto Ruz Lhuillier.
La inspiración de Merle Greene Robertson llevó a que, en 1973, tuviera lugar la primera de las mesas redondas de Palenque, una serie de encuentros de estudiosos de los mayas para discutir y examinar nuevos hallazgos. Robertson ha hecho contribuciones a la exploración de Palenque, principalmente en lo que respecta al registro de trazas de color en las esculturas. Las actividades de investigación arqueológica han sido prácticamente ininterrumpidas. Sin embargo, un hecho a destacar es que las actividades de las mesas redondas fueron retomadas en 1995; cuando se llevó a cabo la Primera Mesa Redonda de Palenque (nueva época).

## Historia del Palenque maya

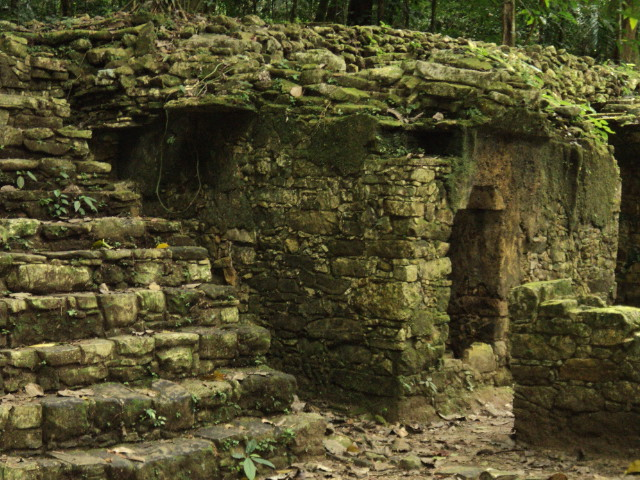
Ruinas residenciales, reservadas para la élite maya.

Se cree que los mayas fundaron Lakam Ha durante el período Formativo (2500 a. C.-300), alrededor del 100 a. C., como una aldea predominantemente agricultora, y favorecida por los numerosos manantiales y corrientes de agua de la región.
La población creció durante el período Clásico Temprano (200-600), hasta ser una ciudad, llegando a ser la capital de la región de B'akaal (‘hueso’), comprendido en la zona de Chiapas y Tabasco, en el período Clásico Tardío (600-900). La más antigua de las estructuras que han sido descubiertas fue construida alrededor del año 600.
B'akaal fue un centro importante de la civilización maya entre los siglos V y IX, durante los cuales alternó épocas de gloria y de catástrofe, de alianzas y guerras. En más de una ocasión hizo alianzas con Tikal, la otra gran ciudad maya de la época; en especial para contener la expansión del belicoso Calakmul, también llamado "Reino de la Serpiente". Calakmul resultó victorioso en dos ocasiones, en 599 y 611.
Los gobernantes de B'akaal proclamaban que el origen de su linaje venía del pasado remoto, algunos inclusive jactándose de provenir de tiempos prehistóricos, llegando a la creación del mundo actual, que, en la mitología maya, fue en el año 3114 a. C. Las teorías arqueológicas modernas especulan que la primera dinastía de sus regidores fue probablemente olmeca.

### Período clásico temprano

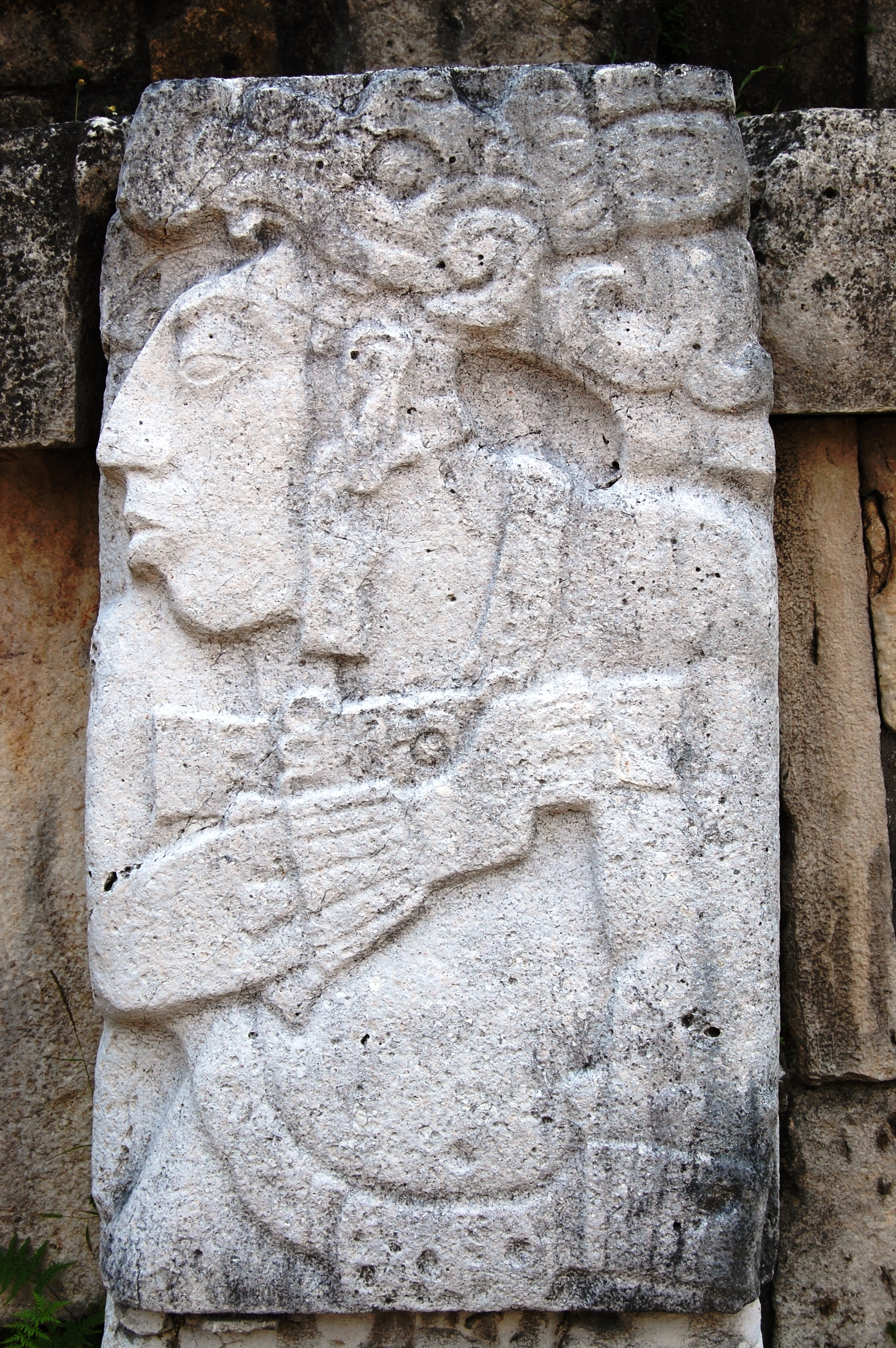
Bajorrelieve que muestra a K'inich Janaab' Pakal.

El primer señor de B'akaal (llamados ajaw) de quien se tiene información fue K'uk B'alam I (‘Quetzal Jaguar’), a veces llamado Gran Señor de Toktan, quien gobernó durante cuatro años a partir del año 431. Después de él, llegó al poder un ajaw apodado “Casper” o “Gasparín” por los arqueólogos. Los dos siguientes ajaw eran probablemente hijos de Gasparín. Se supo poco acerca del primero de ellos, B'utz Aj Sak Chiik, hasta que, en 1994, fue hallado un tablero describiendo un ritual hacia el ajaw. El mismo tablero menciona a su sucesor Ahkal Mo' Naab' I como un joven príncipe, por lo cual se especula que había una relación de parentesco entre ellos. Por razones desconocidas, Ahkal Mo' Naab' I tuvo gran prestigio, pues los señores que lo sucedieron se mostraban orgullosos de ser sus descendientes.
Al morir Ahkal Mo' Naab I en 524, hubo un vacío de cuatro años, antes de que el siguiente ajaw fuera coronado en Toktán en 529. K'an Joy Chitam I gobernó durante 36 años. Sus hijos Ahkal Mo' Naab' II y Kan B'alam I gobernaron en sucesivos períodos, con un período intermedio donde se desconoce si hubo un ajaw, y el nombre de este. Kan B'alam I fue el primer ajaw que utilizó el sobrenombre Kinich, o ‘Gran Sol’, el cual fue utilizado por los señores subsecuentes. Fue sucedido en 583 por Yohl Ik'nal, quien se cree fue su hija. Las inscripciones halladas en Palenque documentan una batalla ocurrida bajo su gobierno, en la cual tropas de Calakmul invadieron y saquearon Palenque, un hecho militar sin precedentes conocidos. La batalla y saqueo ocurrieron el 21 de abril de 599.
En el año 611 al morir Janaab' Pakal quedó rota la línea de sucesión patrilineal, y la dinastía palencana se dividió en dos, por lo que se desató una crisis dinástica en el señorío de B'aakal (al que pertenecían Tortuguero y Palenque). Por una parte, Ik' Muuy Muwaan reclamó para sí su derecho al trono y junto con su hijo B’ahlam Ajaw, se estableció en Tortuguero, nombrándola capital del señorío de B'aakal.
Desde entonces, tanto los dirigentes de Tortuguero, como los de Palenque, utilizaron el glifo emblema k'uhul B'aakal ajaw, que significa sagrado gobernante de B'aakal, reconociéndose a sí mismos como los legítimos descendientes del linaje del señorío. La rivalidad entre ambas facciones se hizo patente, años más tarde, mediante los diversos conflictos bélicos que sostuvieron estas dos ciudades.
Una segunda victoria de Calakmul ocurrió casi exactamente doce años después, en 611, bajo el gobierno de Sak K'uk, una forastera de sangre real, que fue consagrada gran Dama y madre de K'inich Janaab' Pakal. En esta ocasión, el ajaw de Calakmul entró personalmente a Palenque, consolidando el significativo desastre militar, el cual fue seguido por una época de desorden político. La destrucción fue tal, que en 615 (año en que K'inich Janaab' Pakal sube al trono) comienza una de las etapas constructivas más importantes de esta ciudad.

### Período clásico tardío

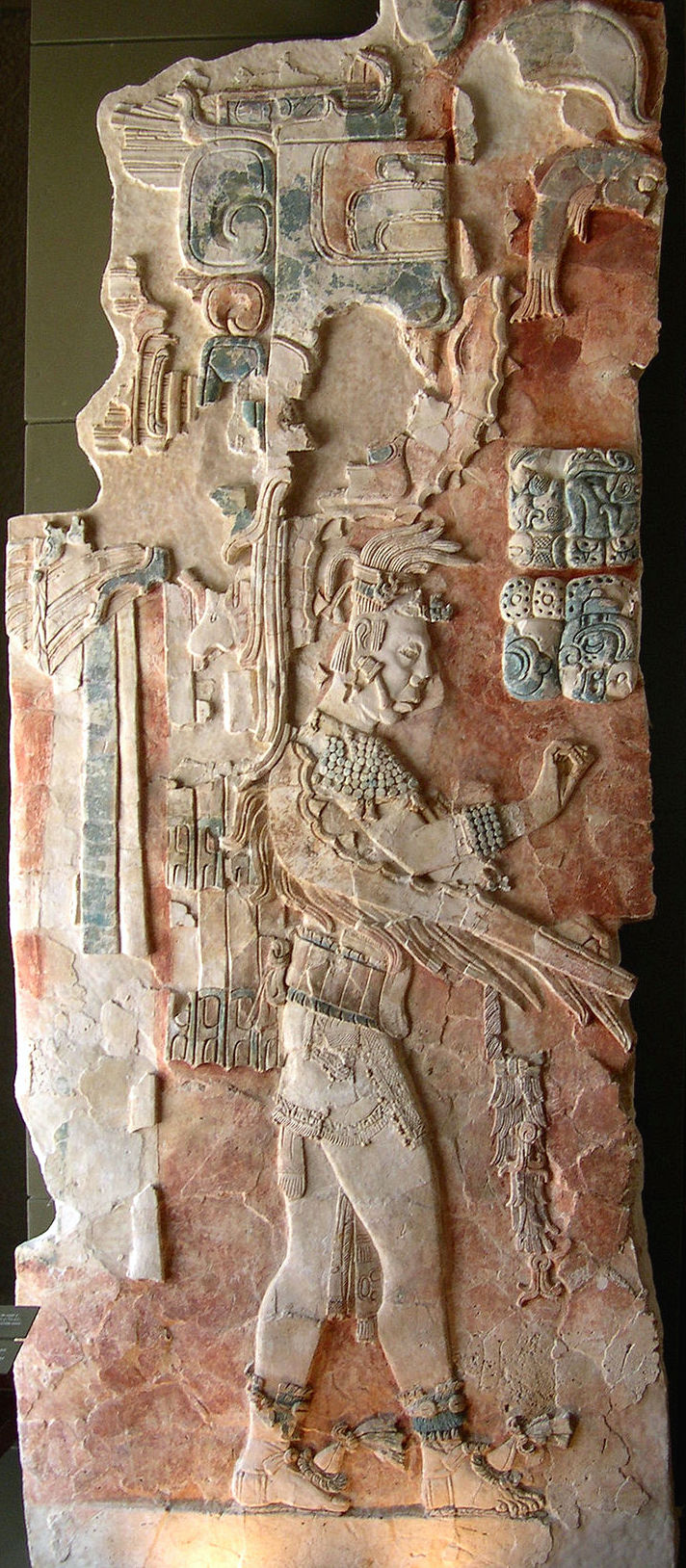
Bajorrelieve en el museo de Palenque que muestra a Upakal K'inich, el hijo de K'inich Ahkal Mo' Naab III.

B'aakal comenzó el período Clásico tardío sumido en el desorden provocado por las derrotas ante Calakmul. Los textos escritos en 613 son pesimistas: «perdida está la divina señora, perdido está el rey», y cuentan que algunos ritos fundamentales no han sido realizados. No se han hallado menciones al gobernante en turno.
Se cree que durante el gobierno de Aj Ne' Ohl Mat, ejerció un poder alterno su hermano llamado Janaab' Pakal, a veces llamado Pakal I gracias a un acuerdo político. Janaab Pakal asumió las funciones del ajaw pero nunca fue coronado; y fue sucedido en 612 por su hija, la señora Sak K'uk, quien gobernó durante solo tres años. Se considera que la dinastía fue refundada a partir de entonces, pues B'aakal retomó el camino de la gloria y el esplendor.
Su hijo es el más conocido de los señores mayas, K'inich Janaab' Pakal, también llamado Pakal el Grande. A partir de los doce años de edad, reinó en Palenque de 615 a 683. Conocido como “el protegido de los dioses”, llevó a Palenque a nuevos niveles de esplendor, a pesar de haber llegado al poder cuando la ciudad vivía un período de decadencia. Pacal el Grande se casó con la princesa de Ox Te' Kuh, Tz'akbu Ajaw, en 624 y tuvo al menos tres hijos.

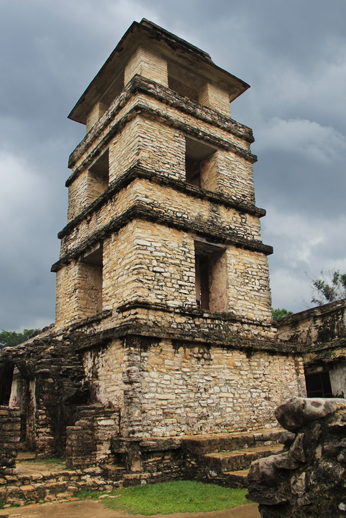
El Observatorio, torre que forma parte del Palacio.

Durante su gobierno, se construyeron la mayoría de los palacios y templos de Palenque; la ciudad floreció como nunca antes, eclipsando a Tikal. El conjunto central, conocido como El Palacio, fue ampliado y remodelado en varias ocasiones, notablemente en los años 654, 661 y 668. En esta estructura, se encuentra un texto describiendo que en esa época Palenque estaba aliado nuevamente con Tikal, y también con Yaxchilán, y que se realizó la captura de seis señores enemigos de la alianza. No se ha podido traducir mucho más detalle del texto.
Después de la muerte de Pakal el Grande en 683, su hijo mayor K'inich Kan Balam II asumió como señor de B'aakal; y este fue sucedido en 702 por su hermano K'inich K'an Joy Chitam II. El primero continuó las obras arquitectónicas y escultóricas que había iniciado su padre, además de terminar la construcción de la famosa tumba de Pacal el Grande. Además, comenzó ambiciosos proyectos, como el Conjunto de las Cruces. Gracias a las numerosas obras comenzadas durante su gobierno, hoy se tienen retratos de este ajaw, hallados en varias esculturas. Su hermano lo sucedió continuando con el mismo entusiasmo constructor y artístico, reconstruyendo y ampliando el costado norte del Palacio. Gracias al reinado de estos tres señores, B'aakal tuvo un siglo de crecimiento y esplendor.
En 711, Palenque fue asediado por el reino de Toniná, llevando prisionero al anciano señor K'inich K'an Joy Chitam II. No se sabe el destino final del ajaw, y se presume que fue ejecutado en Toniná. Durante diez años Palenque estuvo sometido a Toniná hasta que K'inich Ahkal Mo' Naab III fue coronado en el año 721. Aunque el nuevo señor pertenecía a la realeza, no era hijo de K'inich K'an Joy Chitam II, sino de su hermano Tiwol Chan Mat, otro hijo de Pakal el Grande. Se cree, por tanto, que esta coronación supuso una desviación en la línea dinástica; y probablemente K'inich Ahkal Mo' Nab' III llegó al poder tras haber dedicado esos años al cabildeo y el forjado de alianzas políticas. Este ajaw, su hermano Upakal K'inich Janaab' Pakal y su hijo K'inich K'uk' B'alam II, gobernaron hasta finales de siglo. Poco se ha sabido acerca de esa época, salvo que, entre otros eventos, Toniná continuaba en pie de guerra, y en esta ciudad hay jeroglíficos que registran una nueva derrota de Palenque.

### El abandono de Palenque
El estado de B'aakal estuvo constantemente presionado durante el siglo VIII, del mismo modo que ocurrió con otras ciudades mayas del período clásico. Wak Kimi Janaab' Pakal, también llamado Pacal III, comenzó a gobernar en 799, y después de él, se pierden los rastros de la dinastía de Palenque. Poco después del año 800 ya no hubo nuevas construcciones en el centro ceremonial. Aunque se sabe que a principios del siglo IX B'aakal ocupaba una posición que aún era respetable e influyente en el área, la emigración y el abandono ya habían comenzado. Lakam Ha' continuó habitada por unas cuantas generaciones más dedicadas a la agricultura, y el lugar fue abandonado paulatinamente, al tiempo que la selva avanzaba sobre él. Para el siglo XVI la región apenas estaba habitada.

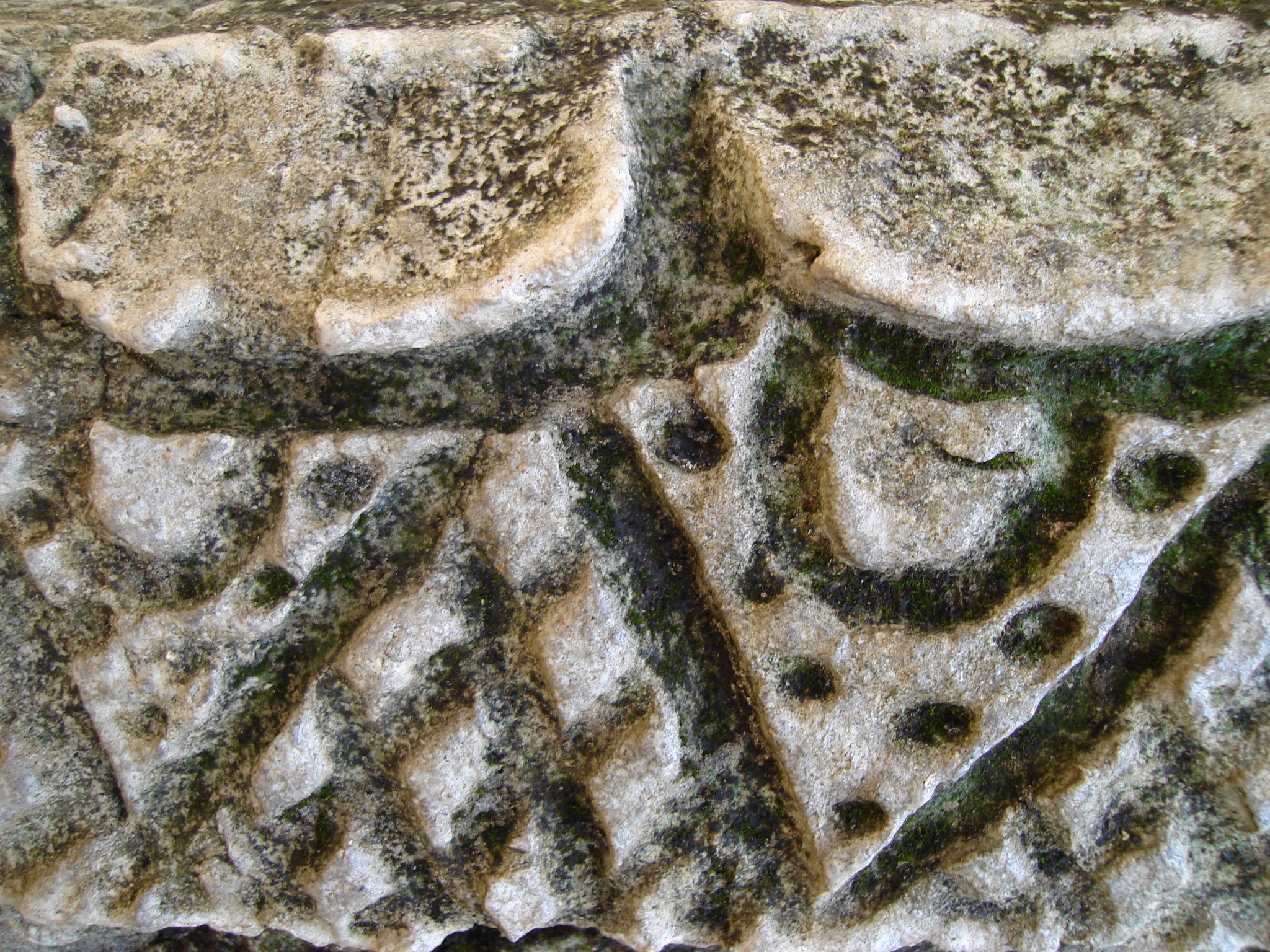
Bajo relieve incompleto del Palacio en Palenque.

### El arte de palenque
La historia del arte de palenque, valorada en el contexto en que se produjo, resulta sumamente iluminadora respecto a los temas, las plásticas y los ideales estéticos que prevalecían entre los mayas clásicos. A través de los hechos artísticos podemos aproximarnos algo más al espíritu que los creó y, al ir desentrañando formas y símbolos plásticos, que se antojan inasequibles a primera vista.

#### La arquitectura
Los edificios más importantes del centro ceremonial se encuentran sobre una plataforma cuya superficie es de unos 500 metros de norte a sur y unos 300 metros de este a oeste. se limita por un acantilado que la separa de la llanura de Tabasco , y al sur colinda con las elevaciones de la serranía Chiapaneca sin embargo la zona arqueológica es mucho más extensa, calculándose que abarca unos seis u ocho kilómetros de este a oeste.
Algunas construcciones forman grupos, alineándose como el templo del norte distribuyéndose  en torno a una plaza, como el templo del sol.

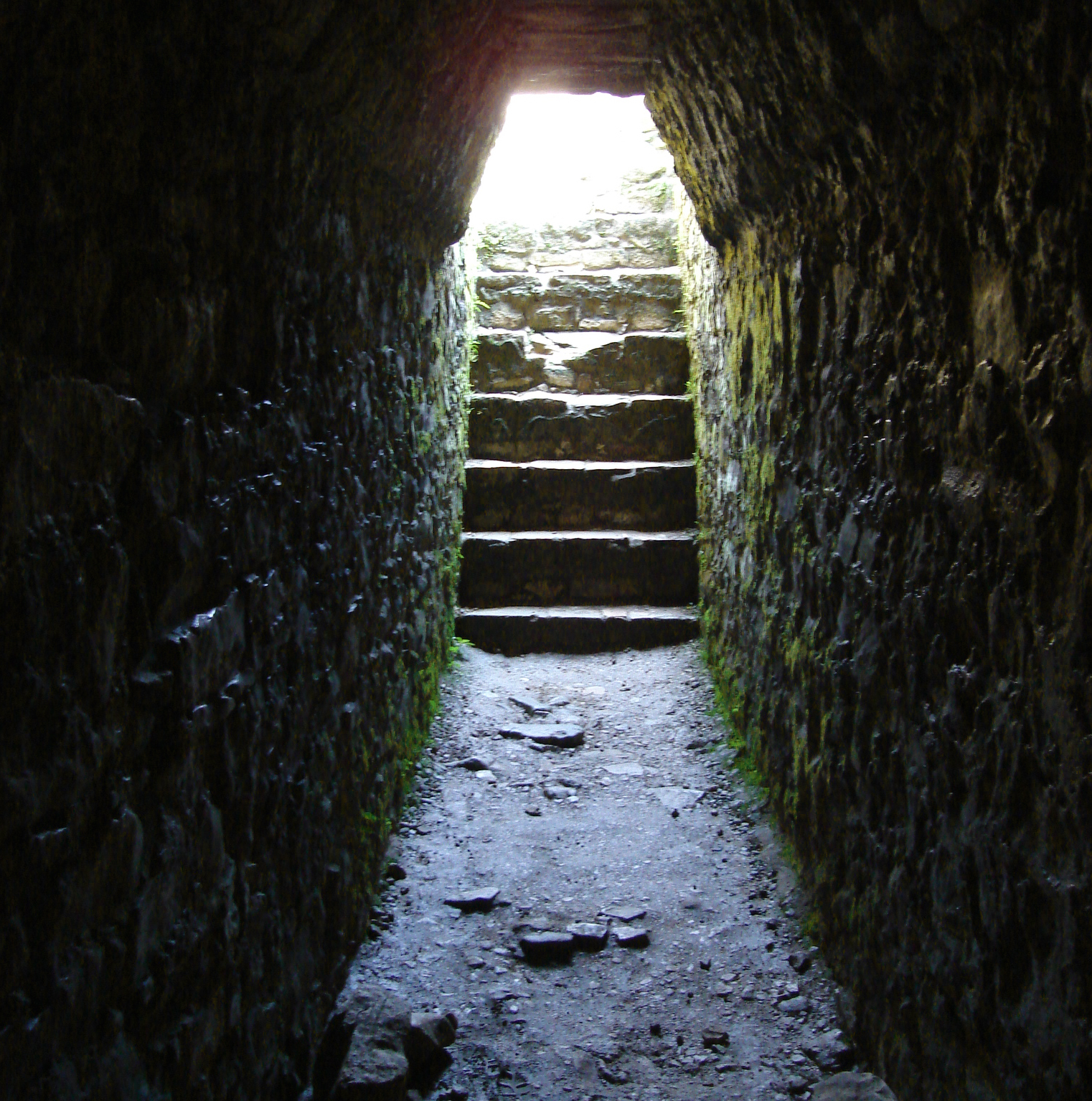
Corredor interior, zona arqueológica.

La ciudad cruza por un arroyo, el Otulum, que corre en partes por un acueducto, con un tramo abierto y otro con bóveda construido en una época muy antigua, la sección de la abovedada es una construcción notable por el uso de enormes bloques de piedra para los muros y con más de 3 metros de altura para la bóveda reforzada con vigas de piedra.
La explanada en que se distribuyen los edificios esta limitada al norte por el grupo de templos del norte y por el Templo del Conde al centro se encuentra el palacio y al sureste se localiza el Templo de las Inscripciones y dos pequeños edificios, los templos XII y XIII. Un pequeño juegos de pelota que está en el grupo del note y el palacio. Del otro lado del Otulum, hacia el sureste encontramos al primer grupo del sol con sus tres renombrados pueblos Templo del Sol que se encuentra hacia el este, el Templo de la cruz y el Templo de la Cruz Foliada. hacia el oeste.
El desciframiento de sus bien preservados textos jeroglíficos, nos provee un entendimiento detallado de una larga dinastía de gobernantes, tanto hombres como mujeres. Los reyes y las reinas de Palenque elevaron las expresiones artísticas y arquitectónicas de los mayas a nuevas alturas. Entre estas maravillas, la tumba del gran rey K'inich Ja'nab Pakal “Escudo de Flor Resplandeciente”, se destaca como la joya de la corona del arte maya.

## Estructuras principales

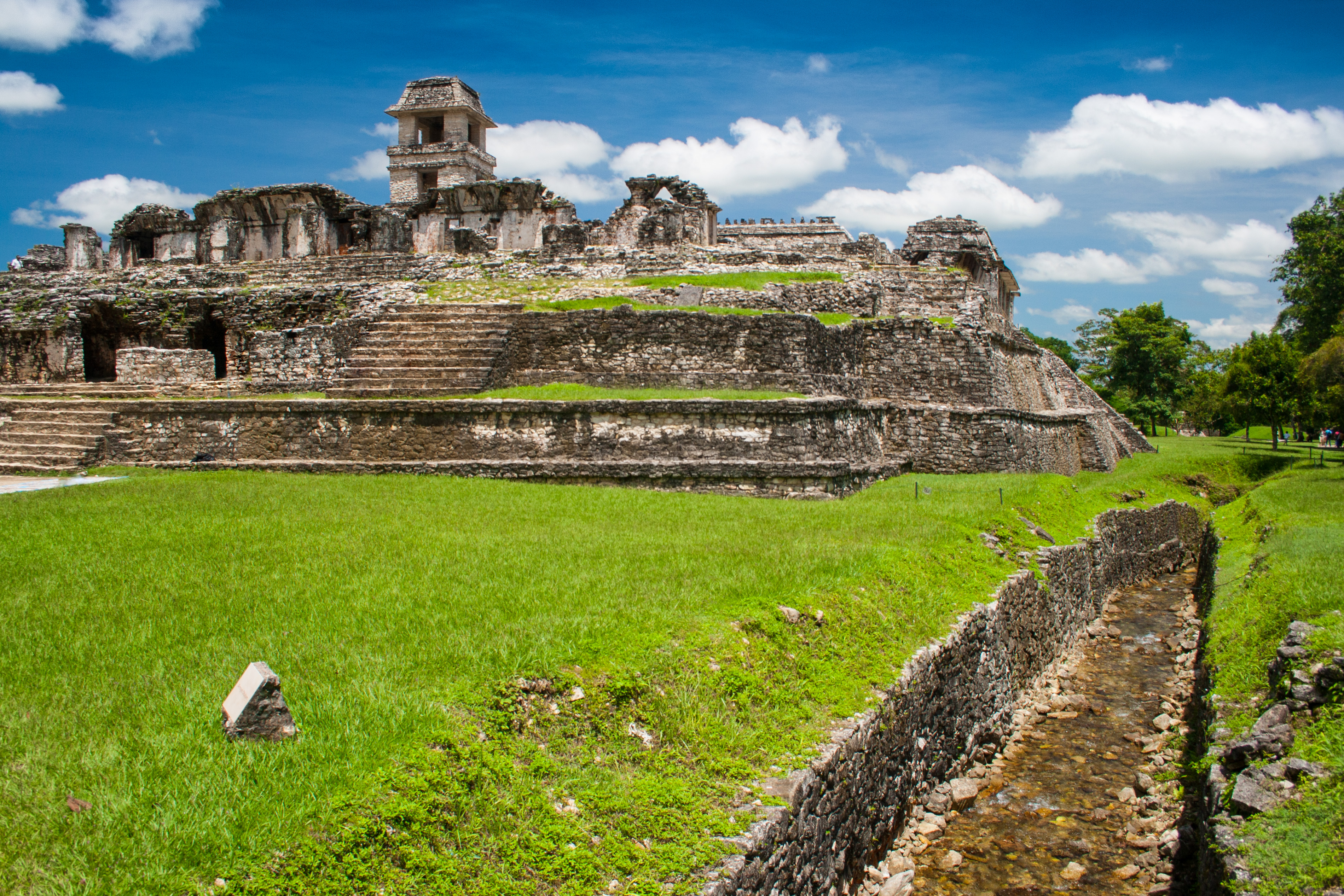
El acueducto que proporciona agua fresca procedente de la sierra a la ciudad.

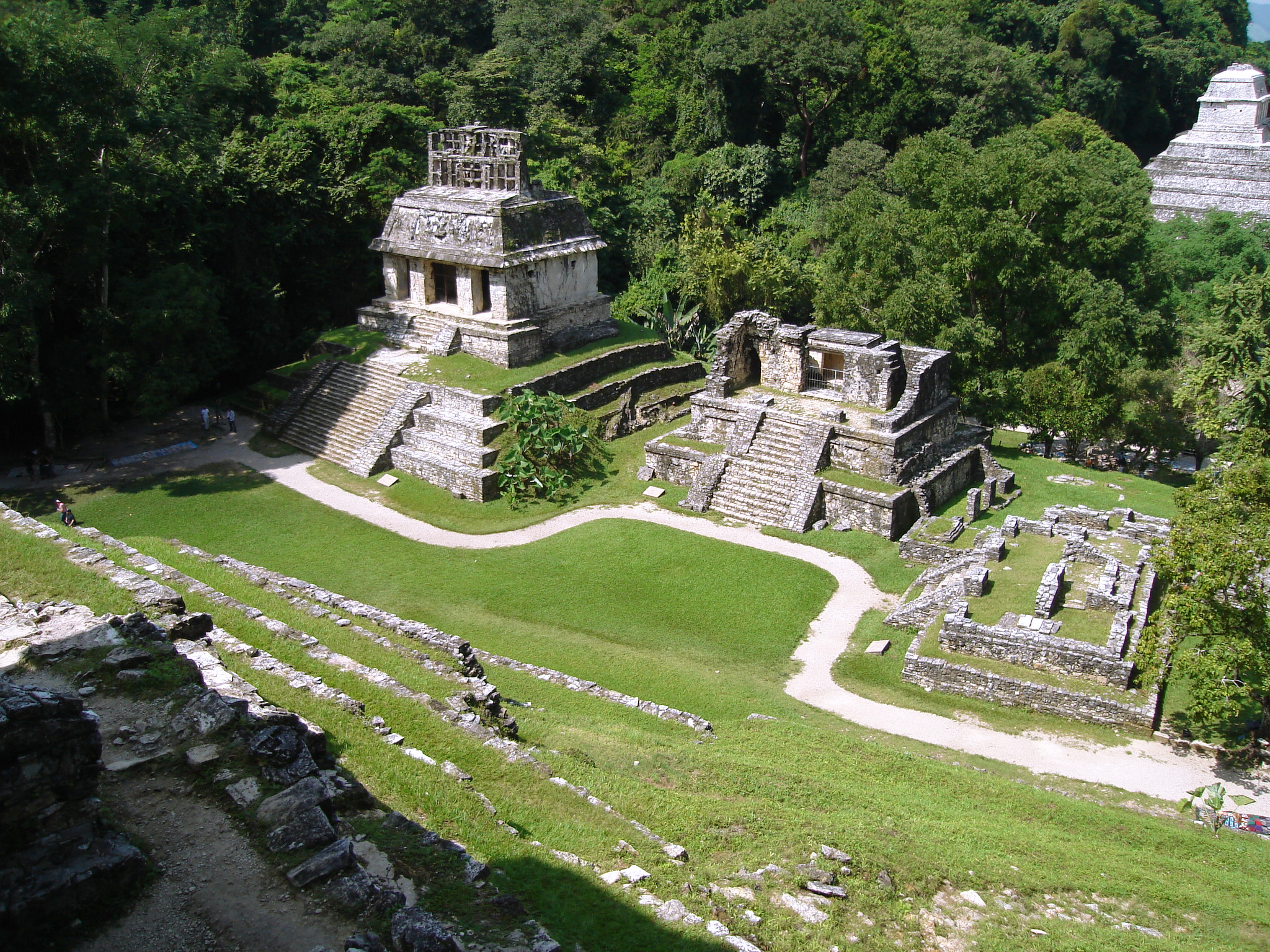
Templo del Sol

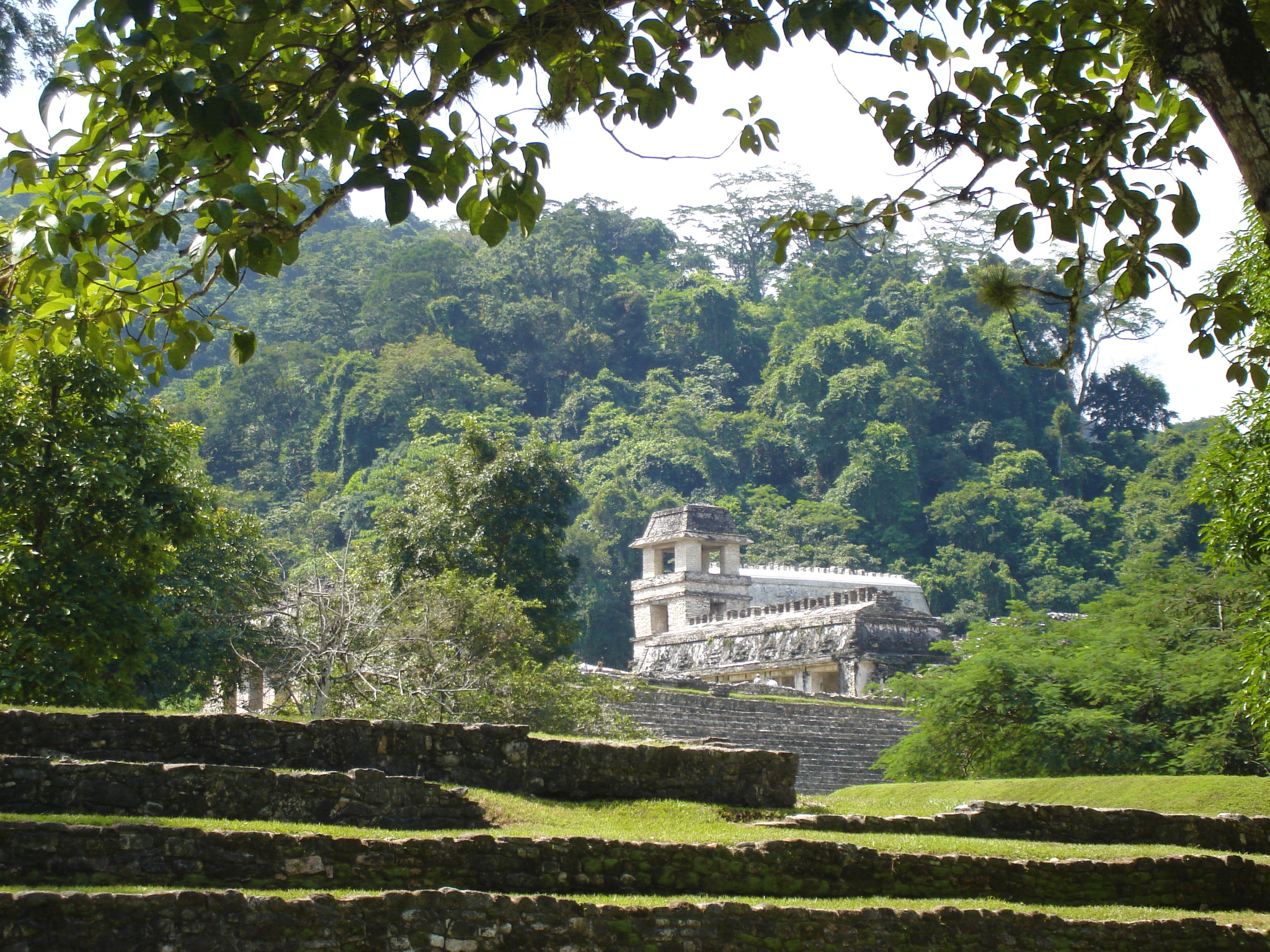
Vista lateral del observatorio, zona arqueológica de Palenque

- Templo de las Inscripciones. Se trata de un templo sobre una pirámide escalonada localizada en el costado oriental. Tiene este nombre por tres tableros de roca con inscripciones jeroglíficas, que se encuentran dentro del templo. Los jeroglíficos detallan la historia de la dinastía regente en la ciudad, y los hechos de Pakal el Grande. La estructura está decorada con relieves hechos en estuco. En el interior del templo, una baldosa cubría la escalinata que descendía dentro de la pirámide, que en dos tramos, llegaba a la cripta funeraria de Pakal. Tanto el sarcófago y la losa que lo cubre, como los muros de la cripta, están decorados con bajorrelieves que muestran, entre otras cosas, la muerte de Pakal y su descenso al inframundo, donde toma la identidad de uno de los dos gemelos que, en el Popol Vuh, derrotaron a los señores del inframundo y alcanzaron la inmortalidad. En los jeroglíficos de la cripta, se describen también el origen y los ancestros de Pakal, así como la banda celeste y una serie de deidades mayas.

- El Palacio. Más que un edificio, se trata de un complejo de edificios interconectados, que fueron construidos, remodelados y modificados a lo largo de cuatrocientos años, sobre una terraza artificial. Está situado en la parte central de la zona arqueológica, y su nombre se debe a la conjunción de patios, crujías y la torre de cuatro cuerpos que lo caracteriza. Contiene esculturas y bajorrelieves en estuco de alto valor artístico. Aquí, se encontró en el 2022 la primera representación tridimensional de la deidad del maíz, pieza de más de 1,300 años de antigüedad.[15]

- Acueducto. Se trata de una estructura abovedada de tres metros de altura, conduce al río Otulum por debajo de la plaza principal de Palenque, en la sección que corresponde a la fachada oriental del Palacio. El acueducto se complementa con un puente de piedra construido aguas abajo, en el lugar conocido como Baño de la Reina, al extremo norte del grupo principal.

- El conjunto de las Cruces, formado por el Templo de la Cruz, el Templo del Sol, y el Templo de la Cruz Foliada. Se trata de un conjunto de templos sobre pirámides escalonadas, cada uno con elaborados relieves en su interior. Los templos conmemoran el ascenso al trono del señor Chan Bahlum II, tras la muerte de Pacal el Grande, y muestran al nuevo señor recibiendo la grandeza de manos de su predecesor. Las cruces a las que aluden los nombres de los templos, son en realidad representaciones del árbol de la creación que se encuentra en el centro del mundo, de acuerdo a la mitología maya. El Templo de la Cruz aún conserva la crestería, un muro calado que coronaba la estructura. En su interior estaba el tablero central (hoy exhibido en el Museo Nacional de Antropología) que tiene una representación del monstruo de la tierra, del cual brota una planta de maíz. Sobre la planta, flanqueada por dos figuras humanas, se encuentra posada un ave fantástica. El Templo de la Cruz Foliada ha perdido su fachada, y solo la segunda crujía se conserva completa.

- Templo del León. Se encuentra 200 m al sur del grupo principal. Debe su nombre al elaborado bajorrelieve, hoy destruido,  que representaba a un rey sentado sobre un trono en forma de un jaguar bicéfalo.

- Templo del Conde. Fue llamado así por Waldeck, quien lo habitó durante su estancia en Palenque, y, entre otras extravagancias, se acreditaba a sí mismo el título de conde (otra veces asumía los títulos de barón y duque). El elegante edificio tiene un basamento escalonado de cinco cuerpos. En la parte superior está un templo que conserva la totalidad de sus elementos arquitectónicos originales.

- Juego de pelota. Dos plataformas paralelas formaron la estructura para el juego de pelota. Sin embargo, aún se requieren trabajos de exploración y consolidación.

## Señores de Palenque

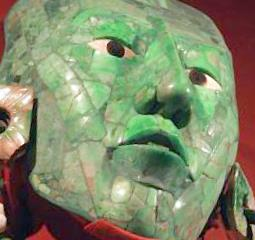
Máscara en jade del rey K'inich Janaab' Pakal. Museo Nacional de Antropología e Historia, Ciudad de México.

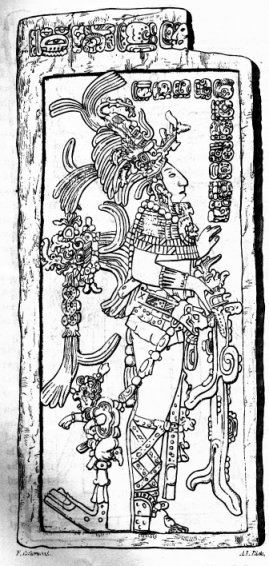
K'inich K'an B'alam II (Chan Bahlam II) en un dibujo de un relieve de Frederick Catherwood en el libro de 1841 Incidents of Travel in Central America, Chiapas, and Yucatan de Stephens y Catherwood.

La lista siguiente comprende a los señores que se sabe gobernaron Palenque, con las fechas de sus gobiernos:
- K'uk B'alam I (11 de marzo de 431 - 435)
- Casper o Gasparín apodo utilizado debido a que su verdadero nombre (Ch'aaj K'ik') no se había podido descifrar y porque su glifo tiene el parecido con la caricatura de un fantasma, también se le conoce como 11 conejo por la fecha de su nacimiento en correlación al calendario mexica: 11 lamat = 11 tochtli o ‘conejo’ (10 de agosto de 435-487).
- B'utz Aj Sak Chiik (29 de julio de 487-501)
- Ahkal Mo' Naab I (5 de junio de 501-1 de diciembre de 524)
- Interregno de causa desconocida
- K'an Joy Chitam I (25 de febrero de 529-8 de febrero de 565)
- Ahkal Mo' Naab II (4 de mayo de 565-23 de julio de 570)
- Interregno
- Kan B'alam I (8 de abril de 572-3 de febrero de 583)
- Yohl Iknal (gobernante femenino) (583-604)
- Aj Ne' Ohl Mat (605-612); Janaab' Pakal yajawk' ahk' (610-612)
- Sak K'uk (gobernante femenino) (612-615)
- K'inich Janaab' Pakal (conocido también como Pacal I, o Pacal el Grande, 615-683)
- K'inich Kan Balam II (conocido también como Chan Bahlam II, 683-702)
- K'inich K'an Joy Chitam II (702-711 o 721), un personaje llamado Ux Yop Huun (a veces referido como Xoc) posiblemente fue regente de Palenque durante el cautiverio de Joy Chitam II acaecido en 711.
- K'inich Ahkal Mo' Naab III (conocido también como Chaacal III, 3 de enero de 721-después de 729)
- Upakal K'inich Janaab' Pakal (conocido también como Pacal II, ca. 742)
- K'inich K'uk' B'alam II (8 de marzo de 765-?)
- Wak Kimi Janaab' Pakal (conocido también como Pacal III, 17 de noviembre de 799-?)